# Atrina
Atrina is een geslacht van tweekleppigen uit de  familie van de Pinnidae (steekmosselen).

## Soorten
- Atrina assimilis (Reeve, 1858)
- Atrina chautardi (Nicklès, 1953)
- Atrina chinensis (Deshayes, 1841)
- Atrina cumingii (Reeve, 1858)
- Atrina exusta (Gmelin, 1791)
- Atrina fragilis (Pennant, 1777)
- Atrina hystrix (Hanley, 1858)
- Atrina inflata (Dillwyn, 1817)
- Atrina japonica (Reeve, 1858)
- Atrina kinoshitai Habe, 1953
- Atrina lischkeana (Clessin, 1891)
- Atrina marquesana Schultz & M. Huber, 2013
- Atrina maura (G. B. Sowerby I, 1835)
- Atrina oldroydii Dall, 1901
- Atrina pectinata (Linnaeus, 1767)
- Atrina penna (Reeve, 1858)
- Atrina pini Schultz & M. Huber, 2013
- Atrina recta Dall, Bartsch & Rehder, 1938
- Atrina rigida (Lightfoot, 1786)
- Atrina seminuda (Lamarck, 1819)
- Atrina serra (Reeve, 1858)
- Atrina serrata (G. B. Sowerby I, 1825)
- Atrina squamifera (G. B. Sowerby I, 1835)
- Atrina strangei (Reeve, 1858)
- Atrina tasmanica (Tenison-Woods, 1876)
- Atrina teramachii Habe, 1953
- Atrina texta Hertlein, Hanna & Strong, 1943
- Atrina tuberculosa (G. B. Sowerby I, 1835)
- Atrina vexillum (Born, 1778)
- Atrina zelandica (Gray, 1835)